# Alloeocomatella
Alloeocomatella is een geslacht van haarsterren uit de familie Comatulidae.

## Soorten
- Alloeocomatella pectinifera (A.H. Clark, 1911)
- Alloeocomatella polycladia Messing, 1995